# انشقاق (دين)
الانشقاق هو انقسام يحدث بين الناس، غالبًا ما ينتمون لطائفة دينية تنظيمية أو حركية. وتستخدم الكلمة مرارًا للتعبير عن انشقاق طائفة إلى قسمين ينتمي كلٌّ منهما للمسيحية التي كانت من قبل جسدًا واحدًا، وقد تعبر أيضًا عن انشقاقات في بعض الأديان الأخرى. كما يمكن استخدامها للتعبير عن انفصال منظمة أو مؤسسة غير دينية، أو بشكل موسع، أي انقسام بين أي مجموعة من الأشخاص، سواء كانوا إخوة أو أصدقاء أو متحابين إلخ.
والمنشق هو الشخص الذي يخلق الانقسام أو يحرض عليه في منظمة ما أو هو عضو في مجموعة من المنشقين. وتعني كلمة انشقاقي كصفة ما يتعلق بالانشقاق أو الانقسامات، أو ما يتعلق بتلك الأفكار، والسياسات، إلخ التي قد تؤدي إلى الانشقاق أو تعززه.
وفي الأمور الدينية، تختلف تهمة الانشقاق عن البدعة، حيث أن جريمة الانشقاق لا تتعلق باختلافات في العقيدة أو المذهب وإنما هو حالة الانقسام نفسها أو محاولة تعزيزها، ولكن كثيرًا ما تنطوي الانشقاقات على اتهامات مشتركة مع البدعة. في تعاليم الكنيسة الرومانية الكاثوليكية، كل ما هو بدعة يعتبر انشقاقًا. ومع ذلك، فقد رسم الباحث المشيخي جيمس الأول مكورد (James I. McCord) (نقلت بموافقة من المطران الأسقفي لـفيرجينيا بيتر لي (Peter Lee)) طريقة للتفرقة بينهم، بتعليم: «إذا كان لابد أن تختار ما بين البدعة والانشقاق فاختر دائمًا البدعة. حيث إنه بالانشقاق، ستمزق وتقسم جسد المسيح. اختر البدعة في كل مرة.»

## المسيحية
يُستخدم مصطلحا الانشقاق والمنشق للدلالة على الانقسامات داخل الكنيسة أو الطائفة أو الهيئة الدينية. «فالمنشق» بالمعنى الاسمي، هو من يُحدث أو يُشجع على الانقسام في الكنيسة أو من ينتمي إلى كنيسة منشقة؛ أما بالمعنى الوصفي، «فالمنشق» يُشير إلى الأفكار أو الأنشطة التي يُعتقد بأنها تؤدي إلى الانقسام أو تُجسده، وفي نهاية المطاف إلى الخروج عن الكنيسة الحقيقية بحسب منظور مستخدم المصطلح. استُخدمت هاتان الكلمتان للدلالة على كل من ظاهرة الانشقاق بين الجماعات المسيحية بشكل عام، وعلى بعض الانقسامات التاريخية البارزة على وجه الخصوص.
يمكن التمييز بين الهرطقة والانشقاق. فالهرطقة هي رفض لعقيدة تعد أساسية في الكنيسة، بينما الانشقاق هو رفض لسلطة الكنيسة أو الانفصال عنها، وليس كل انفصال بالضرورة سببه عقائدي، كما يتضح من الانشقاق الغربي أو الخلاف بين البطريرك برثلماوس الأول رئيس الكنيسة الأرثوذكسية القسطنطينية ورئيس أساقفة أثينا خريستودول عام 2004.
وفي قانون الكنيسة الكاثوليكية الرومانية، فإن الانشقاق، مثل الارتداد والهرطقة، يستوجب الحرمان الكنسي تلقائيًا لمن يرتكبه. ويهدف هذا العقاب، بحسب المادة 1312 من القانون الكنسي لعام 1983، إلى أن يكون علاجًا يفضي إلى استعادة الوحدة. وتعتبر الكنيسة الكاثوليكية «المنشقين رسميًا» خارج الكنيسة، «خاصة من يدركون طبيعتها الحقيقية ويختارون الانشقاق عمدًا وبشكل شخصي». أما الذين نشأوا منذ طفولتهم ضمن طوائف غير مرتبطة بالكامل مع أسقفية روما، ولكن يحملون إيمانًا قويمًا، فيعتبرون في علاقة ناقصة – لا كاملة – مع الكنيسة. ويُطبق هذا الرأي تحديدًا على كنائس الشرق المسيحي، وخاصة الكنيسة الأرثوذكسية الشرقية. فبينما لا توجد «تشاركية كاملة» بين الكنيسة الكاثوليكية وهذه الكنائس، إلا أن العلاقة بينهما أقرب من علاقتها بالجماعات البروتستانتية، التي تختلف معها في العقائد وترفض فكرة الخلافة الرسولية (باستثناء الأنجليكان، الذين لا تعترف الكنيسة الكاثوليكية بصحة كهنوتهم).
وفي مجمع نيقية الأول عام 325، فُرق بين الهرطقة والانشقاق. إذ صُنفت التعاليم الأريوسية وغير الثالوثية على أنها هرطقات، واستُبعد أتباعها من الكنيسة. تناول المجمع كذلك الخلاف بين بطرس بابا الإسكندرية وميليتيوس أسقف ليكوبوليس، واعتبره مسألة تأديبية لا عقائدية.
أما الخلافات التي بلغت ذروتها في مجمعي أفسس (431) وخلقيدونية (451)، لم تُعتبر مجرد انشقاقات كنسية، بل قضايا هرطقة. ولذلك، فإن الكنيسة الأرثوذكسية الشرقية والكنائس الأرثوذكسية المشرقية تنظر كل منها إلى الأخرى على أنها مهرطقة، لا أرثوذكسية. ويعود ذلك إلى أن الكنائس الأرثوذكسية المشرقية رفضت إقرار مجمع خلقيدونية بشأن طبيعتَي المسيح (الإنسانية والإلهية)، في حين قبلت به الكنيسة الأرثوذكسية الشرقية. ومع ذلك، فقد طُعن في هذا الرأي خلال الحوارات المسكونية الحديثة بين هاتين الجماعتين، إذ جرى تصنيف مسألة مجمع خلقيدونية على أنها مسألة انشقاق كنسي، لا هرطقة.
وينص ما يُعرف باسم قانون العقيدة النيقية، في صورته الموسعة النهائية (التي ربما تعود إلى مجمع القسطنطينية الأول عام 381 وإن لم تُعرف إلا من خلال مجمع خلقيدونية بعد سبعين عامًا)، على الإيمان بالكنيسة الواحدة المقدسة الجامعة الرسولية. وينقسم مقرو هذا القانون بين من يعتقد أن الكنيسة المقصودة هي كيان مرئي واحد، ومن يراها تمثل مجموع المؤمنين المعمّدين الذين يعتنقون الإيمان المسيحي، أي «العالم المسيحي». وتدّعي بعض الكنائس أنها هي الكنيسة الواحدة الجامعة، مثل الكنيسة الكاثوليكية الرومانية التي تعتبر الكنيسة الأرثوذكسية في حالة انشقاق، بينما تعتبر الكنيسة الأرثوذكسية الشرقية الكنيسة الكاثوليكية منشقة. وتؤمن بعض الكنائس البروتستانتية أنها تمثل الكنيسة الواحدة الجامعة وتعتبر الكنيستين الكاثوليكية والأرثوذكسية في ضلال، في حين لا يتوقع البعض الآخر أن يكون هناك اتحاد شامل لكل الكنائس.
تعاني المجموعات البروتستانتية من كثرة الانقسامات، نظرًا لافتقارها إلى البنى السلطوية التقليدية الراسخة كالتي في الكاثوليكية أو الأرثوذكسية، إلى جانب الانقسامات السياسية والوطنية (التي تنجم أحيانًا عن مبدأ من له الحكم، يفرض الدين)، وقد تؤدي حتى الجهود المسكونية إلى تفاقمها.
وشهدت طوائف تجديد العماد خاصة كثافة في الانشقاقات، حتى أن الخلافات على تفاصيل عقائدية بسيطة أدت إلى انقسامات كثيرة، لدرجة أن الباحثين أطلقوا على هذه الظاهرة اسم «داء الأنابابتست». ويُعزى ذلك إلى تأكيد الأنابابتستيين، وخصوصًا المينوناتيين، على العضوية الطوعية التامة في الكنيسة وغياب الهياكل السلطوية، مما أدى إلى ظهور عشرات الكنائس المينوناتية المستقلة غير المرتبطة ببعضها.
ومن النزاعات الحالية التي تنطوي على خطر حدوث انشقاق في الجماعة الأنجليكية، الخلافات حول الموقف من المثلية الجنسية.
وفي 2018، شهدت الكنيسة الأرثوذكسية الشرقية انشقاقًا بين الكرسي البطريركي في القسطنطينية والكنيسة الروسية الأرثوذكسية، وذلك عقب منح القسطنطينية الاستقلال الكنسي الذاتي للكنيسة الأرثوذكسية في أوكرانيا.

## الهندوسية
انقسم مجمع سرينغيري ماثا، المعروف أيضًا باسم «تونغا سرينغيري ماث»، بعد حدوث انشقاق بينه وبين مجمع كودلي سرينغيري ماثا في القرن السادس عشر، وبعدها نال مجمع تونغا شهرة أوسع.
تأسس كانتشي ماث في الأصل باسم كومباكونام موت في 1821 على يد ملك تانجور الماراثي، سيرفوجي الثاني بونسل، باعتباره فرعًا من سرينغيري موت، وهو أحد الأديرة الأربعة الرئيسية التي أسسها شنكارا أتشاريا، ضمن تقليد السمارتا الهندوسي التقليدي. وقد أصبح هذا الفرع لاحقًا مؤسسة منشقة عن الماث الأصلية، عندما نشب صراع بين مملكة تانجور وسلالة الوديار الحاكمة في ميسور. وتُشير الوثائق إلى أن الكومباكونام موت تقدم في 1839 بطلب إلى الحاكم البريطاني لمقاطعة أركوت للحصول على إذن بإجراء «الكومبهابيشيكهام»، وهو طقس ديني لتكريس معبد كاماكشي في مدينة كانشيبورام.
وفي 1842، عينت شركة الهند الشرقية، ومقرها فورت ويليام في كلكتا، رئيس هذه الماثا وصيًا وحيدًا على معبد كاماكشي. وقد وثقت احتجاجات الكهنة التقليديين في معبد كاماكشي بشكل جيد ولا تزال محفوظة. ومن الجدير بالذكر أن فورت ويليام هو أيضًا أول مقر لمحفل ماسوني في الهند. ومنذ ذلك الحين، حافظت الماثا على علاقات ودية مع الراج البريطاني، في حين أن الماثا الأصلية في سرينغيري كانت على خلاف مع القوة الاستعمارية.
وبالتالي، فإن كانتشي موت لا يمكنها الادعاء بأصل يتجاوز عام 1844.

## الإسلام
بعد وفاة النبي محمد، ظهرت العديد من الطوائف داخل الإسلام من خلال مدارس فكرية ومذاهب تقليدية وعقائد مرتبطة بها. ووفقًا لحديث مروي (وهو من مجموعات روايات حياة النبي وتعاليمه)، فإن محمد قال: «ستفترق أمتي على ثلاث وسبعين فرقة، كلها في النار إلا واحدة». فسأله الصحابة عن هوية هذه الأمة، فأجاب: «ما عليه أنا وأصحابي» (وردت في سنن الترمذي – الحديث رقم 171).
المسلمون السنّة، وغالبًا ما يُشار إليهم باسم أهل السنة والجماعة أو أهل السنة، هم الطائفة الكبرى في الإسلام. وكلمة سني مشتقة من السنّة، أي تعاليم النبي محمد وأفعاله وأمثاله؛ وبالتالي فإن مصطلح سني يشير إلى أولئك الذين يتبعون أو يحافظون على سنّة محمد. يؤمن السنة بأن محمد توفي دون أن يعين خليفة لقيادة الأمة (الإسلامية). وبعد فترة من الارتباك، اجتمع أبرز صحابته واختاروا أبا بكر، صديق النبي المقرب ووالد زوجته، أول خليفة. ويعتبر السنة أن الخلفاء الأربعة الأوائل - أبو بكر وعمر بن الخطاب، وعثمان بن عفان، وعلي بن أبي طالب - هم الخلفاء الراشدون. ويعتقد السنة أن منصب الخلافة يمكن أن يُنتخب ديمقراطيًا، لكن بعد الخلفاء الراشدين، أصبح الحكم وراثيًا. ومنذ سقوط الدولة العثمانية عام 1923، لم يظهر خليفة يحظى باعتراف واسع النطاق.
المسلمون الشيعة هم ثاني أكبر طائفة في الإسلام. يعتقد الشيعة أن الأئمة بعد محمد يختارهم الله، مثلما اختار الأنبياء. ووفقًا للشيعة، فقد اختار الله علي وبذلك عينه محمد خليفة مباشر وقائد للأمة الإسلامية. ويعتبرونه أول إمام شيعي، واستمرت الإمامة منصبًا وراثيًا عبر نسل علي وفاطمة.
التصوف هو شكل روحي زاهد في الإسلام، يُمارسه المسلمون السنة والشيعة على حد سواء. بعض أتباع الصوفية يعتبرون أنفسهم سنة أو شيعة، بينما يرى آخرون أنفسهم صوفيين فقط أو متأثرين بالصوفية. وغالبًا ما يعد التصوف مكملًا للإسلام التقليدي، رغم أن الصوفية كثيرًا ما تتعرض للاتهام من قبل التيار السلفي بأنها بدعة غير مبررة. ومن خلال التركيز على الجوانب الروحية للدين، يسعى المتصوفة إلى الحصول على تجربة مباشرة مع الله، وذلك من خلال توظيف «الملكات الحدسية والعاطفية» التي يتطلب استخدامها تدريبًا خاصًا. ويبدأ المتصوف بالسير على نهج الشريعة (القانون الإسلامي)، وهو الجانب الظاهري أو الدنيوي من الإسلام، ثم يؤهل بعد ذلك للدخول في الطريق الباطني (الروحي) ضمن طريقة صوفية.
الخوارج (ومعناها الحرفي: «الذين خرجوا») هو مصطلح عام يشمل مجموعة من الطوائف الإسلامية التي، رغم دعمها الأولي لخلافة علي، انتهت برفض شرعيته بعد تفاوضه مع معاوية خلال الحرب الأهلية الإسلامية في القرن السابع (الفتنة الأولى). اعترض الخوارج على مبدأ التفاوض، معتبرين أن الإمام يجب أن يكون نقيًا روحيًا، وأن قبول علي للتحكيم كان تنازلًا عن نقائه الروحي وبالتالي فقد شرعيته إمامًا أو خليفة. رغم أن هناك عددًا قليلًا من جماعات الخوارج أو المرتبطة بها اليوم، إلا أن المصطلح يُستخدم أحيانًا للإشارة إلى المسلمين الذين يرفضون التسوية أو التوافق مع من يختلفون معهم.
تواريخ:
- انقسام الشيعة والسنة، نحو عام 632/ثمانينيات القرن السابع
- انشقاق الخوارج، أواخر القرن السابع
- انشقاق المعتزلة، القرن الثامن
- فتنة المحنة، نحو 833
- انشقاق الذكرية، نحو 1500
- انشقاق الأحمدية، القرن التاسع عشر
- نشوء المعبد الموري العلمي في أمريكا، نحو 1913
- أمة الإسلام، نحو 1930
- جماعة المستسلمين المتحدة، منتصف القرن العشرين

## وصلات خارجية
- Encyclopædia Britannica: Schism
- Catholic Encyclopedia: Schism